# Анандатурия
Анандатурия (ок. 1112 — ок. 1173) — бирманский поэт и царедворец, живший в средневековом бирманском государстве Паган.
Сведений о его жизни практически не сохранилось. Согласно легенде, он занимал важную должность придворного советника, но был обвинён в участии в дворцовом заговоре, арестован и впоследствии казнён. Согласно той же легенде, незадолго до казни, находясь в темнице, он написал единственную известную ныне свою философско-элегическую поэму «Дамматади», известную в русских переводах под различными названиями («Утоление гнева» в БРЭ, «Закон природы» в «Бирманской литературе» Попова, «Предсмертная песнь» в «Краткой литературной энциклопедии»). Королю, отправившему его на казнь, якобы дали почитать эту поэму, и он, поражённый ей, приказал простить поэта, но его к тому времени уже успели казнить.
В указанной поэме Анандатурия выражает собственные взгляды на праведную жизнь буддиста, природу власти и кармические законы. Впервые эта поэма была опубликована в «Маха язавинджи» («Великая хроника», 1733) У Калы. Поэма считается одним из самых ранних известных стихотворных текстов на бирманском языке, однако существуют сомнения как относительно того, что она была написана в XII веке (некоторые учёные полагают, что в XIV), так и относительно правдивости всей истории Анандатурии.